# Josef Drahorád
Josef Drahorád (5. listopadu 1816 Bohuslavice (okres Náchod) – 24. ledna 1895 Praha) byl český hudební skladatel.

## Život
Josef Drahorád se narodil v podhůří Orlických hor ve vsi Bohuslavice v rodině chalupníka Josefa Drahoráda a jeho ženy Anny rodem Riedlové. Po absolvování obecné školy vystudoval gymnázium v Hradci Králové a práva na Karlově univerzitě v Praze. V době studií byl členem sboru ve Strahovském klášteře a vzdělával se i v hudbě u strahovského varhaníka a skladatele Roberta Führera a na pražské varhanické škole u Karla Františka Pitsche.
Po studiích se stal úředníkem Státní účtárny v Praze. Vedle svého zaměstnání se intenzivně věnoval hudbě. Byl členem Cecilské jednoty a hrál na housle v Žofínské akademii. Stal se sbormistrem malostranského pěveckého sboru Lumír, pro který zkomponoval četné sbory.
Mezitím se v lednu roku 1847 oženil s Marií Schlapakovou a později s ní měl dvě děti, syna Viktora (1847) a dceru Ludmilu (1849) .
V roce 1867 zanechal úřednického zaměstnání a stal se učitelem zpěvu na střední škole. Sbíral a upravoval slovenské lidové písně, které ovlivnily i jeho skladatelskou činnost. Komponoval v duchu národního obrození. Oblíbené byly jeho písně, úpravy lidových písní a mnohé chrámové skladby.
Zemřel v Praze koncem ledna roku 1895 v důsledku zánětu plic a od dva dni později byl pohřben na hřbitově u sv. Matěje v Šárce.

## Dílo (výběr)

### Písně a sbory
- Slovenské národní písně (ženský sbor, 1873)
- První májová noc (na slova Karla Jaromíra Erbena, 1871)
- Tatranské melodie (mužský sbor, 1885)
- Květ života (mužský sbor na slova Františka Ladislava Čelakovského, 1865)
- Ať zařve český lev (mužský sbor na slova Karla Hynka Máchy, 1865)
- Zaplesej, Čechie (mužský sbor k položení základního kamene Národního divadla)
- K oslavě Komenského (smíšený sbor, 1871)
- Sbírky národních písní v úpravě pro dva hlasy

### Komorní skladby
- Klavírní úpravy národních písní
- Smyčcový kvartet
- Drobnější houslové skladby

### Chrámové skladby
- 4 mše
- Hymnus G-dur
- Ofertorium F-dur
- Drobnější skladby sborové a varhanní

### Pedagogická literatura
- Zpěvník pro školní mládež
- Cvičení zpěvu pro školy a zpěvácké spolky